# محمد يادي الوسيني
يادي محمد الوسيني هو المدير العام للأمن الوطني الجزائري للفترة الممتدة بين أوت 1964 وجوان 1965 وذلك خلفاً للسيد محمد طيبي العربي.